# Elisabetta Marin
Elisabetta Marin (Trieste, 5 de noviembre de 1977) es una ex atleta italiana especializada en el lanzamiento de jabalina. Llegó a ser dos veces campeona de Italia de lanzamiento de invierno.

## Carrera deportiva
Comenzó a participar en torneos nacionales en 1998. A nivel internacional, sus primeras apariciones reseñables tuvieron lugar en 2002, cuando participó en su primera Copa Invernal de Europa de Lanzamiento, que se celebró en la ciudad croata de Pula. Terminó novena con un registro de 53,68 metros. Más adelante debutó en el Campeonato Europeo de Atletismo de Múnich (Alemania), donde fue sexta en la final, con una marca superior, ya que rebasó la barrera de los 60 metros de lanzamiento.
En 2003 compitió en la prueba anual de Athletissima, una clásica del circuito europeo, en la ciudad suiza de Lausana, donde fue undécima con 51,53 metros de marca. Mejoraría levemente sus marcas en la Universiada que se celebró en Daegu (Corea del Sur), en la que quedó novena gracias a un lanzamiento de 53,17 metros.
Comenzaría 2004 quedándose cerca del podio, marcando un cuarto lugar en la Copa Invernal de Europa de Lanzamiento celebrada en Marsa (Malta), con 59,27 metros. En ese año participaría en sus únicos Juegos Olímpicos, al formar parte de la comitiva trasalpina que viajó a Atenas (Grecia) para competir en la cita olímpica. No superaría la ronda clasificatoria. En el primer intento realizó un lanzamiento de 54,43 metros; el segundo fue nulo y en el tercero registraría 56,34 metros, cuatro metros por debajo del corte para la final, establecido por el que dejó la atleta hispanocubana Nora Aída Bicet, con 60,97 metros.
Para 2005, en la Copa Invernal de Europa de Lanzamiento, ahora en Mersin (Turquía), bajaría su media, siendo novena con un registro de 55,7 metros.
Una de sus últimas competiciones a nivel internacional tuvo lugar en 2007, cuando participó en los Juegos Mundiales Militares de Hyderabad (India). Terminó quinta, con 41,86 metros de lanzamiento.

## Resultados por competición

### Por temporada
| Representando a Italia | Representando a Italia                 | Representando a Italia | Representando a Italia | Representando a Italia | Representando a Italia |
| ---------------------- | -------------------------------------- | ---------------------- | ---------------------- | ---------------------- | ---------------------- |
| Año                    | Competición                            | Lugar                  | Puesto                 | Marca (m.)             |                        |
| 2002                   | Copa Invernal de Europa de Lanzamiento | Pula                   | 9.ª                    | 53,68                  |                        |
| 2002                   | Campeonato Europeo de Atletismo        | Múnich                 | 6.ª                    | 60,12                  |                        |
| 2003                   | Athletissima                           | Lausana                | 11.ª                   | 51,53                  |                        |
| 2003                   | Universiada                            | Daegu                  | 9.ª                    | 53,17                  |                        |
| 2004                   | Copa Invernal de Europa de Lanzamiento | Marsa                  | 4.ª                    | 59,27                  |                        |
| 2004                   | Juegos Olímpicos                       | Atenas                 | 14.ª (Q2)              | 56,34                  |                        |
| 2005                   | Copa Invernal de Europa de Lanzamiento | Mersin                 | 9.ª                    | 55,70                  |                        |
| 2007                   | Juegos Mundiales Militares             | Hyderabad              | 5.ª                    | 41,86                  |                        |

### Mejores marcas
| Disciplina              | Marca    | Lugar   | Fecha              |
| ----------------------- | -------- | ------- | ------------------ |
| Lanzamiento de jabalina | 61,77 m. | Gorizia | 4 de junio de 2004 |